# Bahnhof Pavia
Der Bahnhof der italienischen Stadt Pavia (italienisch: Stazione di Pavia) wird von der Rete Ferroviaria Italiana (RFI), einer Organisationseinheit der Ferrovie dello Stato, betrieben. Von 2001 bis 2018 lag die Vermarktung und Vermietung der Ladenflächen in Hand der Gesellschaft Centostazioni.
Der Bahnhof liegt an der Bahnstrecke Mailand–Genua und ist Ausgangspunkt der Bahnstrecken nach  Alessandria, nach Casalpusterlengo, nach Stradella und nach Vercelli. Alle die Strecken wurden von RFI betrieben.
Der Bahnhof befindet sich westlich des Stadtzentrums und verfügt insgesamt über fünf Bahnsteiggleise. Das Empfangsgebäude ist ein Typenbau der SFAI, die auch in anderen gleichzeitigen lombardischen Bahnhöfen (Lecco, Lodi, Mantua und Varese) gebaut wurde.
Der Bahnhof wurde 1862 als Endpunkt der Strecken von Mailand und von Alessandria gebaut. Die erste wurde von der österreichisch-lombardischen LVCI, die zweite von piedmontesischen SFSP betrieben.
1866 eröffnete die SFM die Strecke nach Cremona, ein Jahr später die Strecke nach Voghera.
Seit Dezember 2011 ist der Bahnhof Pavia mit der Linie S13 an die S-Bahn Mailand angeschlossen.
Außer ihm gibt es in der Stadt an Bahnstationen nur den eingleisigen Haltepunkt Pavia Porta Garibaldi.

## Verkehr
| Linie | Verlauf |
| ----- | --- |
|       | Milano Bovisa Politecnico – Milano Lancetti – Milano Porta Garibaldi – Milano Repubblica – Milano Porta Venezia – Milano Dateo – Milano Porta Vittoria – Milano Rogoredo – Locate Triulzi – Villamaggiore – Certosa di Pavia – Pavia |
| RE 13 | Milano Centrale – Milano Lambrate – Milano Rogoredo – Pavia – Voghera – Tortona – Alessandria |
| R 33  | Pavia – San Martino Siccomario-Cava Manara – Bressana Bottarone – Lungavilla – Voghera |
| R 34  | Milano Greco Pirelli – Milano Lambrate – Milano Rogoredo – Pavia – San Martino Siccomario-Cava Manara – Bressana Bottarone – Bressana Argine – Pinarolo Po – Barbianello – Broni – Stradella                                         |
| R 35  | Pavia – Sairano – Sairano-Zinasco – Zinasco Nuovo – Pieve Albignola – Sannazzaro – Ferrera Lomellina – Lomello – Mede – Torreberetti – Valenza – Valmadonna – Alessandria                                                            |
| R 36  | Vercelli – Palestro – Robbio – Nicorvo – Mortara – Gambolò-Remondò – Tromello – Garlasco – Gropello Cairoli – Villanova d’Ardenghi – Cava Carbonara – Pavia                                                                          |
| R 37  | Pavia – Pavia Porta Garibaldi – Motta San Damiano – Albuzzano – Belgioioso – Corteolona – Santa Cristina e Bissone – Miradolo Terme – Chignolo Po – Lambrinia – Orio Litta – Ospedaletto Lodigiano – Casalpusterlengo – Codogno      |